# ニューカレドニアの生物多様性

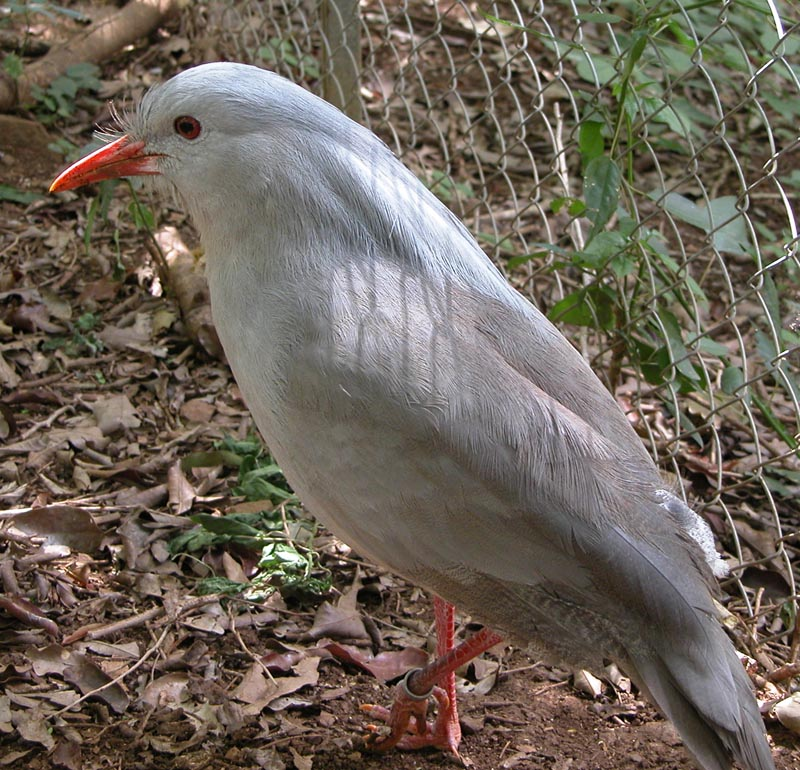
ニューカレドニアの固有種、カグー

ニューカレドニアの生物多様性（ニューカレドニアのせいぶつたようせい）では、ニューカレドニア島とその周辺における生物多様性について述べる。
太平洋に浮かぶ大きな島であるニューカレドニア島（グランドテール島）とその周辺の生物多様性は、世界的に見ても最も重要なものの一つと認識されている。この島々は、多くの独自の植物、昆虫、爬虫類、鳥類などと一体になり、高レベルの固有性を備えている。そこには在来の両生類は存在しておらず、コウモリを除けば在来の哺乳類もいない。こうした独特の生物多様性は、外来種、伐木搬出、火事、農業、都市開発、ニッケル採掘などによって脅かされている。
ニューカレドニアの生物種には人類の到来によって失われたものもあるが、1500年以降に絶滅した種はないと考えられている。

## ニューカレドニアの生物多様性の進化
南太平洋上の多くの島々と異なり、ニューカレドニア島はゴンドワナ大陸の名残であって、火山活動に由来する島ではない。超大陸が分裂した時にオーストラリアやニュージーランドと分かれたが、前者と分かれたのは白亜紀末期、後者とは中新世中期と推測されている。このことがほぼ孤立した環境での長期にわたる進化に繋がった。
ニューカレドニアの動物相や植物相には、オーストラリアや他の島嶼から海岸に辿り付いた種もないわけではないが、貴重な生物種についてはゴンドワナ大陸から分かれた際に島々にいた生物種を先祖としている。原始的な植物相の長い孤立は、種だけでなく属や科についても、ここ以外には見られないような独自な進化を遂げさせた。恐竜たちのいた時代以降、大陸移動の影響でニューカレドニアは北に移動している。地理学者たちの中には、何度か一定期間、水中に没していた時期があると主張している者もいるが、植物学者は、その場合でも海面上にあった地域が存在していたに違いなく、そういう場所がゴンドワナ以来の植物種にとっての避難所として機能していたと主張している。
そうした理由によって、今日でもなお、ニューカレドニアはゴンドワナの植物相と深く結び付いている植生が保存されているのであり、古代超大陸の自然誌を覗き見ることのできる素晴らしい窓として機能している。
しかし、ニューカレドニアの孤立は絶対的なものではなかった。氷期の海面の下降によって、近隣の陸地、つまりソロモン諸島、バヌアツ、オーストラリアなどと地続きになることもあったため、生物種の出入りが容易だった時期もあったのである。そうして、ニューカレドニアに新たな種が入り込んだり、逆にゴンドワナ起源の生物種が東方の島々に進出する機会を得たりしていたのである。

## ニューカレドニアの生物多様性の諸要素
ニューカレドニアは熱帯の最南端に位置している。その主島であるグランド・テルは、沈降、地質、土壌、海抜標高などの様々な要因によって、多彩な生育地を抱えている。

## 植物相の多様性
ニューカレドニアには約3400種の維管束植物（種子植物とシダ類）が知られ、種の固有率は、75％に達する。これは世界各地の植生と比較するとハワイの89％、ニュージ－ランド82-89％についで3番目に高い値である。さらに種だけでなく、3つの科、62から91属が固有である。
ニューカレドニアの海べりには高さ50ｍにもなるナンヨウスギ科の1種Araucaria columnarisが林立する独特の景観が発達する。現生のナンヨウスギ科20種のうち14種がニューカレドニアに分布し、そのすべてが固有種である。またマキ科の固有種Parasitaxus ustaは針葉樹の中で唯一の寄生植物として知られる。

## 動物相の多様性
ニューカレドニアの動物相の多様性が持つ特色は、多くの島々、とくにニュージーランドのそれに類似している。もともと、コウモリを除く哺乳類と両生類は棲息しておらず、脊椎動物の動物相で支配的なのは、爬虫類と鳥類である。人類の到達以前に大型の動物種がこの島々で進化し、絶滅したことが、洞窟で発見された化石から明らかになっている。かつてはメンフクロウの仲間（New Caledonian barn owl)や、二種のタカ科の鳥、ツカツクリの仲間（pile-builder megapode）、Sylviornis neocaledoniaeとして知られる高さ1.6mほどもある大きな飛べない鳥などが生息していたのである。島には陸棲の巨大なカメであるメイオラニアも棲息していたが、このカメは今日見られる他のカメと異なり、棍棒状の尻尾と頭から突き出た突起で身を守っていた。ほかにも陸棲のワニ（mekosuchine crocodile）である Mekosuchus inexpectatus もゴンドワナ時代の動物相の名残として棲息していたが、人類の到達以後に絶滅に向った。
今日、ニューカレドニアには、鳥類の固有種が21種棲息しており、その中には森の林床でくらす飛べない鳥としても有名なカグーのみが属する固有の科であるカグー科（Rhynochetidae）も含まれている。道具を使う珍しい鳥カレドニアガラス（New Caledonian Crow）も棲息している。島の固有種の鳥類については Endemic birds of New Caledoniaも参照のこと。
ニューカレドニアの爬虫類の動物相の特色は、大半がオーストラリアと強い親和性を持っている。島に棲息する69種の爬虫類のうち、62種が固有種である。ヘビは2種棲息しており、ヤモリ科の最大種であるツギオミカドヤモリ（ツギオミカドヤモリが属するミカドヤモリ属はヤモリ科の中でも大型種で構成される）や、多くのトカゲ（スキンクの仲間）も棲息している。しかし、既に触れたようにワニや陸棲のカメは現存していない。

## ニューカレドニアの生物多様性を脅かすもの
ニューカレドニアの生物多様性は、多くの要因によって脅かされている。 多くの島嶼の生物相と同じく、ニューカレドニアの生物種も、外来のネズミ、ネコ、イヌ、ブタなどに張り合えるだけの対応力に乏しい。そうした外来動物はカグーなどの在来種を脅かしている。
辺鄙な地域では今なお狩猟も問題だが、それ以上に固有種の生息地喪失に関与しているのは、伐採による森林破壊、島の主産業である採鉱、広範な地域を巻き込む抑制できない火事、乾燥した硬葉植物の生育地を狭めている農業、さらには都市開発などの要因である。
1500年以降に絶滅した種は確認されていないが、ニューカレドニアクイナ（New Caledonian Rail, クイナ科）とアカジリムジインコ（New Caledonian Lorikeet, ヒインコの仲間）の二種は100年以上目撃されておらず、絶滅していないとしても、極めて危機的な状況にあると考えられている。同じような状況であると思われていたズクヨタカ科のニューカレドニアズクヨタカ（New Caledonian Owlet-nightjar）については、2006年に島の辺鄙な区域で発見されたことが報告された。 オウカンミカドヤモリにしても、1994年に再発見されるまでは絶滅したものと思われていた。
ニューカレドニアの生態系は、多くの国際機関からも優先的に保護されるべきと認識されており、フランス政府にも積極的に働きかけが行われている。しかしながら、その努力は今まであまり実りが大きかったとはいえず、ニューカレドニアに残る自然地域の決定的な保護には失敗してきた。例えばゆねの必要性を認識してもらおうと試みられてきた。しかし、その試みは、島の主産業である採鉱や開発推進派の意向を強く受けた地元行政府の反対にあってきた。昨今の採掘は生態系の極度に重要な地域で行われてきているが、世界規模の世論の圧力によって、採鉱企業は自発的に採掘後の環境のリハビリテーションを行うようになっている。しかし、そうした採鉱後の活動を考慮に入れてさえも、採鉱活動は生物多様性に満ちた地域の荒廃に結び付いているのである。世界遺産に登録されれば、制約のない採鉱活動に強い衝撃を与えることになるだろうが、他方でニューカレドニアの経済的な安定に響くことになる。求められるのはバランスのとれた思慮ぶかいアプローチである。
地元での保護努力は草の根レベルでは行われてきたが、暫定的なものであり、上で述べたような地方の繁栄や安定にとって重要な採鉱（および他の開発計画）と衝突するときには、常に挫かれてきた。
21世紀にはいると、全地球的に認識されているこの地方の自然保護に対する地元の行政府の優先度を高めようとする動きも見られるようになっているが、公には強い反対にあっており、提唱者たちが暴力の被害に遭う場合もある。甚だしい例は2001年のゴールドマン環境賞受賞者ブルーノ・ファン・ペテゲム（Bruno Van Peteghem）の場合である。彼はニューカレドニアの裁判所で、行政担当者たちはこの地方のサンゴ礁を守るための法律を遵守せねばならないとする決定を勝ち取ったが、その結果家は放火され、家族ともども再三に渡り脅迫されることになった。最終的に当時の行政府責任者ジャック・ラフール（Jacques Lafleur）は 、国営航空会社でのファン・ペテゲムの雇用を打ち切ることで事実上の退去処分を行い、彼の反対意見を封殺することに成功した。
なお、ニューカレドニアのサンゴ礁（ニューカレドニア・バリア・リーフ）は2008年に世界遺産に登録された。